# Carlo Michelstaedter
 (octobre 2012).
Si vous disposez d'ouvrages ou d'articles de référence ou si vous connaissez des sites web de qualité traitant du thème abordé ici, merci de compléter l'article en donnant les références utiles à sa vérifiabilité et en les liant à la section « Notes et références ».
Carlo Michelstaedter (Goritz, 3 juin 1887 – Goritz, 17 octobre 1910) est un philosophe et dessinateur austro-hongrois. Il est surtout connu pour son mémoire La persuasion et la rhétorique rédigé en 1910.

## Biographie

### Origines et famille
Carlo Michelstaedter est né en 1887 à Goritz. Cette ville aujourd’hui située sur la frontière italo-slovène appartenait alors à l'Empire austro-hongrois, et sa position de frontière devait à plus d'un titre marquer la vie du philosophe. Ainsi, sujet autrichien, il est néanmoins, selon les critères de l'empire, Italien de nationalité et Israélite de confession. Ces identités et ces traditions ont contribué à former une personnalité complexe qui ne se réclamera d'aucune d'entre elles.
Des quatre enfants d'Alberto Michelstaedter et d'Emma Luzzatto, Carlo est le benjamin. Il eut une enfance plutôt heureuse, dans une famille assez aisée. Son père, bourgeois moyen, descend d’une famille anciennement originaire de Michelstadt, près de Darmstadt en Allemagne, et installée depuis le XVIIIe siècle dans la paisible Goritz. Il est autodidacte, directeur de la filiale à Goritz de l'agence d’assurance triestine Assicurazioni Generali S.P.A.. C'est un notable apprécié des cercles cultivés et un bibliomane doué d'une excellente mémoire. On lit Pirandello dans toute la famille, ainsi que Dante et D’Annunzio. Dans la biographie consacrée à son frère, Paula, sa sœur la plus proche, brosse un portrait affectueux d'un homme très attaché à ses enfants. Agnostique, irrédentiste, il est le représentant typique d’une bourgeoisie juive éclairée, prospère et totalement intégrée. Emma, quant à elle, est issue d’une famille établie de plus longue date dans le Frioul et la Vénétie julienne. Moins extravertie, elle semble nourrir pour Carlo une relation passionnée et instable, lui reprochant souvent injustement son ingratitude malgré l'abondante correspondance qu'il entretient avec elle. Cette relation difficile a pour beaucoup été déterminante dans le destin de Michelstaedter.

### Études et découvertes
Carlo effectue ses études secondaires au Stadtsgymnasium de Goritz, où l’on enseigne en allemand. Il y fait la connaissance d'Enrico Mreule et de Giovanni (Nino) Paternolli, qui seront les deux protagonistes du Dialogue de la santé. Reçu au baccalauréat en 1905, il s’inscrit à la faculté de mathématiques de Vienne, mais obtient dès octobre de son père la permission de se forger une culture artistique en parcourant la Toscane. Il se fixe en fait à Florence, où il s'inscrit à la Faculté des Lettres (Istituto di Studi Superiori).
Le séjour à Florence est l'occasion d'autres rencontres : Carlo se lie d'amitié avec Gaetano Chiavacci et Vladimir Arangio-Ruiz, qui seront ses premiers éditeurs. Il se fond dans la vie culturelle intense de Florence, dont nous avons le témoignage par ses nombreuses lettres adressées à sa famille et à ses amis, il découvre le théâtre d'Ibsen et Tolstoï et fonde une revue éphémère avec des camarades, Gaudeamus igitur, dont il dessine les caricatures. L'université semble en revanche lui inspirer une certaine aversion, et ses professeurs blasés, l'hégélianisme bon teint qui y règne, constitueront à ses yeux le modèle du savoir rhétorique.
À partir de 1906, Carlo fréquente une jeune femme russe divorcée, Nadia Baraden, qu'il semble avoir délaissée au début de l'année 1907 pour une condisciple de l'université, Iolanda de Blasi. En avril, Nadia se suicide, tandis que son projet de fiançailles avec Iolanda fait l'objet d'une très dure opposition de la famille. Par la suite, Argia Cassini, sa dernière liaison notoire, en 1908, sera une figure centrale de sa poésie.

### Maturité et mort
L'année 1908 ouvre la période de maturité de Michelstaedter, qui ira s'intensifiant jusqu'à la frénésie. On peut affirmer qu’à partir de cette date, le cœur de sa philosophie est fixé. Carlo commence à publier quelques comptes rendus de pièces dans le Corriere friulano, et prépare en 1909 sa tesi di laurea, équivalent d'un mémoire de DEA, sur « Les concepts de persuasion et de rhétorique chez Platon et Aristote ». Il quitte Florence en juin et rejoint Goritz pour en entreprendre la rédaction, qui durera un an et demi. C'est au cours de cette période qu'il produira la quasi-totalité de ses travaux, poèmes et dessins, le tout gravitant autour d’un mémoire dont les proportions dépasseront largement ses exigences initiales.
À sa fébrilité obsessionnelle qui va grandissant s'ajoutent des événements tragiques. En février 1909, Gino, son frère aîné de dix ans qu'il avait « redécouvert » fugitivement en 1905, se suicide à New York. Il dessinera et construira sa tombe, à présent voisine de la sienne. En octobre, l'ami d’enfance qui constitue pour lui le modèle du persuadé, Enrico Mreule, s’embarque soudainement pour l'Argentine, accomplissant le rêve d’une vie nouvelle que Carlo ne cessera de caresser. L'autre ami d’enfance, Nino, ayant rejoint l’université à Vienne, Carlo se trouve à présent seul avec son travail. Durant l’année 1909-1910, il s'occupe des études de son cousin Emilio, qui a dû quitter l’école pour des raisons de santé, et auquel il dédiera le Dialogue de la santé.
Le 5 octobre 1910, Michelstaedter envoie à Florence son mémoire, sans les Appendices critiques qu'il terminera le 16 octobre. Le 17 octobre, après un conflit avec sa mère, qui l’accuse une fois de plus d’ingratitude malgré le tableau qu'il venait de faire d'elle, Carlo Michelstaedter se tire une balle dans la tête. Il est enterré dans le cimetière juif de Goritz, aujourd’hui situé en Slovénie.

## Écrits

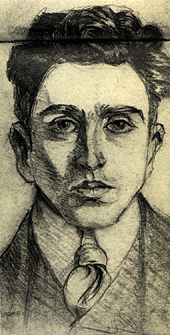
Autoportrait (Date inconnue)

Il nous reste de Michelstaedter un grand nombre de dessins, caricatures et portraits, d'une grande qualité expressive, des œuvres poétiques d'un intérêt assez inégal, et ses travaux philosophiques. Ceux-ci sont constitués d’une part de La persuasion et la rhétorique, accompagnée de ses Appendices critiques, et d'autre part de dialogues philosophiques courts ou inachevés, excepté le Dialogue de la santé, ainsi qu’une quantité impressionnante d'écrits posthumes divers qui seront intégrés sous le nom de Scritti vari (Écrits variés) dans l'édition complète de 1958.
La première publication de Carlo Michelstaedter date de 1912, date à laquelle Vladimir Arangio-Ruiz a fait paraître les poèmes ainsi que le Dialogue de la santé. En 1913, c’est le tour de La persuasion et la rhétorique, sans les Appendices. Ces deux parties seront réunies en 1922, dans l’édition dirigée par Emilio Michelstaedter, accompagnées du Point d’appui privilégié de la dialectique socratique. Les œuvres complètes de Michelstaedter seront publiées en 1958 par G. Chiavacci, sous le titre d’Opere (Œuvres).
Quelques écrits mineurs, tels que les Scritti scolastici (Écrits scolaires) feront l’objet d’une parution au sein de commentaires. Enfin, la très abondante correspondance (Epistolario) sera publiée en 1983 aux éditions Adelphi, dans le cadre d’une édition critique complète à ce jour inachevée et dirigée par Sergio Campailla.

## Famille philosophique
- Si vous ne connaissez pas le sujet, laissez ce bandeau (vous pouvez alors contacter les auteurs).
- Si vous supprimez le contenu mis en cause (vous pouvez préalablement contacter les auteurs),

argumentez précisément cette suppression dans la page de discussion
(un manque de référence n'est pas un argument ; une recherche réelle de référence doit avoir été effectuée, être formellement documentée).
Pour situer Michelstaedter, on parlera plus de famille ou même de posture que d'école ou de courant. C'est en effet le propre de certains philosophes que d'avoir mis au cœur même de leur pensée le rejet de toute historicité et de toute appartenance, ce qui nous engage à tenter d'en cerner le contexte en des termes philosophiques plutôt qu'historiques.
Michelstaedter est en effet ce qu'il est convenu d'appeler un penseur inactuel. En se tirant une balle dans la tête dès le moment où il avait terminé son ouvrage, Michelstaedter a scellé cette posture : le livre d'un suicidé est toujours, de quelque façon, inactuel puisqu'il est de quelqu'un que l'acte d'écrire a conduit à faire cesser le cours du temps.
Ce souci de détachement s'accompagne bien souvent, et le paradoxe n'est qu'apparent, de la volonté marquée par l'auteur de s'inscrire dans une tradition qui dédouble celle qui s'est construite par l'histoire. On trouve chez Nietzsche ce désir de s'entourer d'une famille choisie et cette étrange idée d'un lien secret, d'une accointance profonde entre des individus très éloignés dans l'espace et dans le temps. Dans la préface de La persuasion et la rhétorique, Michelstaedter énumère les éléments de cette tradition cachée en ces termes :

« Parménide, Héraclite, Empédocle le dirent aux Grecs, mais Aristote les traita de naturalistes inexperts ; Socrate le dit, mais on édifia sur ses propos 4 systèmes. L'Ecclésiaste le dit mais ils le traitèrent et l'expliquèrent comme un livre sacré qui dès lors ne pouvait rien dire qui fut en contradiction avec l'optimisme de la Bible ; le Christ le dit et on bâtit sur ses paroles une Église. Eschyle et Sophocle et Simonide le dirent, et Pétrarque le proclama triomphalement aux Italiens, Leopardi le répéta avec douleur — mais les hommes leur furent reconnaissants de ces beaux vers, et s'en firent des genres littéraires. Si à notre époque les créatures d'Ibsen l'incarnent sur toutes les scènes, les hommes « se divertissent » en écoutant, parmi tant d'autres, ces histoires « exceptionnelles » et les critiques parlent de
« symbolisme » ; et si Beethoven le chante si bien qu'il émeut le cœur de chacun, chacun utilise ensuite l'émotion à ses fins propres – et au fond... c'est une question de contrepoint. »

Cette citation suggère une tradition qui se transmet par sauts au lieu d'une élaboration progressive ; elle introduit en outre l'idée d'un conflit entre cette tradition et le courant principal de la philosophie, ou mieux, d'une incessante trahison des hommes à l'égard du genre d'hommes parmi lesquels Michelstaedter se range lui-même. La philosophie de Michelstaedter apparaît à ses propres yeux comme comparable à la résurgence d'une source souterraine, et dont d'ailleurs l'expression ne lui appartient pas en propre.
La pensée de Michelstaedter n'est donc pas celle d'un auteur, ou se présente comme ne l'étant pas, et par là même elle ne se donne pas de commencement. Pensée héritière, sa philosophie se veut donc davantage une pratique qu'une méditation. Elle est une pensée, non un parcours ou une démarche : ce qui signifie qu'elle n'a ni point de départ ni point d'arrivée déterminés car ce n'est que « lorsqu'une chose, pour être dite, ne possède pas en soi la raison [qu'] il faut lui imaginer une cause occasionnelle en vertu de laquelle, une fois dite, elle paraisse raisonnable ». La progressivité de la pensée est donc abandonnée au nom d'une très grande homogénéité qui constitue l'aspect le plus caractéristique de la philosophie de Michelstaedter : celle-ci est en effet tout entière traversée par une seule perspective, un seul angle de perception, la préoccupation éthique. Quelle que soit la problématique que Michelstaedter aborde, elle est toujours mise au service de la question : « Τί τοῦτο ποιεῖς ; ce que tu fais, à l'instar de quoi le fais-tu? », et c'est le trait qui le distingue le plus manifestement d'un Schopenhauer ou d'un Nietzsche ; c'est aussi sa ligne d'attaque à l'égard de Croce et, par-dessus lui, de Hegel, qui se voit essentiellement reproché son optimisme ; enfin c'est ce qui a conduit bon nombre de critiques à le rapprocher de Kierkegaard, avec qui il partage en particulier le goût de l'imprécation, et l'appel à un salut qui mobilise toute l'existence de celui qui s'y engage, quoiqu'il n'ait rien à y gagner.
Mais l'horizon de Michelstaedter est résolument éthique, non moral. C'est la raison seule qui se trouve au principe de la « vie bonne », il n'y a dans cette pensée aucun messianisme. Cette exigence éthique, parce qu'elle place la raison en son centre, peut rendre problématique le fait de ranger Michelstaedter parmi les existentialistes, bien qu'il s'agisse avant tout d'une philosophie de l'existence. Selon Licia Semeraro, « La persuasion et la rhétorique peut être, en réalité, considérée comme une méditation sur les possibilités existentielles de l'homme », c'est-à-dire comme un existentialisme qui ne pense pas l'existence en termes de liberté, mais de possibilités, donc un existentialisme foncièrement nihiliste, « une phénoménologie de limites et de négations[citation nécessaire] ».

## Œuvres
Cette liste n'inclut que ceux de ses ouvrages étant parus en français.
- La persuasion et la rhétorique, Éditions de l'Éclat, coll. « Philosophie imaginaire », 1989 ((it) La persuasione e la rettorica, Formiggini, 1913), essai, trad. Marilène RaiolaTexte établi et présenté par Sergio Campailla. Mémoire rédigé en 1910.
- Épistolaire, Éditions de l'Éclat, coll. « Philosophie imaginaire », 1990 ((it) Epistolario, Adelphi, 1983), correspondance, trad. Gilles A. TiberghienChoix de lettres établi par Michel Valensi. Traduit et préfacé par Gilles A. Tiberghien.
- Appendices critiques à « La persuasion et la rhétorique », Éditions de l'Éclat, coll. « Philosophie imaginaire », 1994, trad. Tatiana Cescutti
- Le Dialogue de la santé et autres textes, Éditions de l'Éclat, coll. « Philosophie imaginaire », 2004 ((it) Dialogo della salute, Adelphi, 1988), trad. Antoine ParzyTraduit et présenté par Antoine Parzy. Postface de Massimo Cacciari.

## Anecdotes
En 1991 l'écrivain italien Claudio Magris consacre un court roman à la figure de Carlo Michelstaedter : Une autre mer. La pensée de ce dernier est  rapportée par son ami Enrico Mreule dont la vie est bouleversée par la mort du philosophe.